# Poa tuberifera
Poa tuberifera är en gräsart som beskrevs av Urbain Jean Faurie och Eduard Hackel. Poa tuberifera ingår i släktet gröen, och familjen gräs. Inga underarter finns listade i Catalogue of Life.